# 中国 エイズ孤児の村
『中国 エイズ孤児の村』（英語: The Blood of Yingzhou District, 簡体字: 颍州的孩子; 繁体字: 潁州的孩子; 拼音: Yǐngzhōu de Háizi）は、ルビー・ヤン監督、トーマス・F・レノン製作による2006年の短編ドキュメンタリー映画である。中国安徽省阜陽市潁州区のエイズ孤児を扱っている。第79回アカデミー賞短編ドキュメンタリー映画賞を受賞した。